# Westliche Azalee
Die Westliche Azalee (Rhododendron occidentale) ist ein Strauch oder Baum aus der Gattung Rhododendren. Die weiß- bis rosablütige Art kommt im westlichen Nordamerika vor. Sie kam bereits um 1850 in Kultur und wurde in eine Vielzahl bekannter Rhododendron-Sorten eingekreuzt.

## Beschreibung
Die Westliche Azalee ist ein sommergrüner Strauch oder Baum, der Wuchshöhen bis zu 8 Meter erreicht, in Extremfällen bis zu 10 Meter. Die Borke ist glatt oder vertikal gefurcht und fasrig. Die Zweige sind dicht oder unregelmäßig behaart oder ganz kahl.

### Wurzeln
Die Art kann in sehr feuchten Habitaten gedeihen, sogar an solchen Stellen, wo die Wurzeln quasi im Wasser liegen. An solchen feuchten Stellen ist das Wurzelsystem sehr kompakt und durchmisst nicht mehr als 1,80 Meter in Tiefe und Durchmesser. An trockeneren Stellen ist das Wurzelsystem ebenfalls kompakt, wird aber durch eine oder mehrere Pfahlwurzeln ergänzt, die tief ins Erdreich eindringen.

### Blätter
Die Laubblätter sitzen an drüsigen oder haarigen Blattstielen. Die Blattspreiten sind eiförmig, umgekehrt eiförmig oder elliptisch und zwischen 3,5 und 8,2 Zentimeter lang und 1,2 bis 2,9 Zentimeter breit. Sie sind dünn und häutchenartig mit ganzrandigem, bewimpertem oder drüsenlos-behaartem, selten mit drüsig-behaartem Rand. Die Blattspitze ist angeschärft oder abgerundet und häufig stachelspitzig. Die Mittelrippe ist hervorstehend. Die Spreitenunterseite ist glatt oder unregelmäßig behaart, häufig mit drüsigen Haaren. Die Blattoberseite ist dünn verstreut mit drüsenlosen oder drüsigen Blatthaaren besetzt oder aber ganz kahl.

### Blüten
Die Blütenknospen sind vereinzelt oder dicht behaart, am Rand der Schuppen bewimpert oder bewimpert und drüsig. Der Blütenstand besteht aus 3 bis 15 Blüten. Die Tragblätter ähneln den Knospenschuppen. Die Blütenstiele sind zwischen 9 und 26 Millimeter lang, sie sind behaart und drüsig oder selten nicht-drüsig.
Die Blüten öffnen sich mit den Laubblättern, sie stehen aufrecht oder waagerecht. Sie duften angenehm oder extrem unangenehm. Die fünf Kelchblätter sind verwachsen, die Kelchlappen sind zwischen 1 und 4 Millimeter lang und drüsig oder nicht-drüsig behaart.
Die trichterförmigen Blüten der Westlichen Azalee sind bezüglich der Färbung enorm variabel. Mögliche Farben der Krone sind: weiß mit gelbem Fleck, weiß und rosa oder lachsfarben, rosa mit orangem Fleck, Farbverläufe von Weiß nach Rot am Tubus, oder seltener Weiß mit gelben Streifen. Sie messen 30 bis 58 Millimeter und sind an Innen- und Außenseite drüsig oder nicht-drüsig behaart, an der Außenseite auch kahl. Die Kronblätter sind verwachsen und die Kronlappen messen 13 bis 29 Millimeter. Der sich verbreiternde Tubus ist 15 bis 29 Millimeter lang, er ist so lang wie die Kronlappen oder länger. Wegen des relativ langen Blütentubus kann die Westliche Azalee nicht von allen Insekten bestäubt werden, ein zuverlässiger Bestäuber ist jedoch der neuweltliche Linienschwärmer Hyles lineata.
Die fünf Staubblätter sind ungleich und ragen weit aus der Blüte. Sie haben eine Länge zwischen 40 und 75 Millimeter.

### Früchte
Die Kapselfrüchte werden an aufrechten Stielen gebildet und messen zwischen 12 und 22 Millimeter in der Länge und 4 bis 14 Millimeter in der Breite. Sie sind drüsig oder nicht-drüsig behaart. Die Samen sind nicht deutlich geflügelt. Die Samenschale ist an den beiden abgeflachten Enden des Samens verdickt.

### Chromosomenzahl
Die Chromosomenzahl ist 2n = 26.

## Verbreitung und Standort
Das natürliche Verbreitungsgebiet liegt in Kalifornien und in Oregon sowie im äußersten Norden Niederkaliforniens. Sie besiedelt dort die Kaskadenkette, die Klamath Mountains und das Kalifornische Küstengebirge. In Kalifornien ist die Westliche Azalee in der Sierra Nevada und den Peninsular Ranges verbreitet. Kleinere Vorkommen gibt es an der Bucht von San Francisco. Das nördlichste Vorkommen liegt bei Bandon (Oregon), das südlichste am Palomar Mountain in Mexiko.
Die Westliche Azalee gedeiht auf feuchten, bewaldeten Hängen und am Grund von Canyons, an Flussufern, an Höhenrücken und in Dickichten, in Sümpfen und an der pazifischen Steilküste in Höhenlagen zwischen 0 und 2.700 Meter. Sie wächst gerne in Gemeinschaft mit der Kobralilie (Darlingtonia californica) und dem Kalifornischen Frauenschuh (Cypripedium californicum). Auch mit Lilium pardalinum subsp. pitkinense lebt die Art vergesellschaftet.

## Inhaltsstoffe

Grayanotoxin I (R^{1}: OH; R^{2}: CH_{3}; R^{3}: C(O)CH_{3})

Wie alle Rhododendron-Arten enthält auch die Westliche Azalee Grayanotoxine, besonders Grayanotoxin I (Acetylandromedol), das für den Menschen stark giftig ist.

## Systematik
Innerhalb der Gattung Rhododendren wird die Art in die Sektion Pentanthera, Untersektion Pentanthera, die insgesamt 14 Arten enthält, gestellt.
Eine Untersuchung der Flavonoide in den Laubblättern von 18 nordamerikanischen Rhododendron-Spezies aus dem Jahr 1977 ergab, dass die nächsten Verwandten der Westlichen Azalee Rhododendron austrinum und die Pontische Azalee (Rhododendron luteum) sind. Eine breiter angelegte molekulargenetische Untersuchung der RNA-Polymerase RPB1 aus dem Jahr 2005 berücksichtigte insgesamt 87 Rhododendron-Arten. Ein Ergebnis war, dass die Sektion Pentanthera paraphyletisch ist. Als nächste Verwandte der Westlichen Azalee wurde Rhododendron canescens festgestellt. Auch in dieser Arbeit ergab sich eine nahe Verwandtschaft zur Pontischen Azalee (Rhododendron luteum). Rhododendron austrinum gehörte nicht zu den untersuchten Arten. Eine andere Arbeit aus dem Jahr 2000, die die Verwandtschaft innerhalb der Sektion Pentanthera anhand ITS-Sequenzen untersucht, bestätigt noch einmal die enge Verwandtschaft zu Rhododendron luteum.
Die Art wird in drei Varietäten gegliedert:
- Rhododendron occidentale var. occidentale, das Nominotypische Taxon
- Rhododendron occidentale var. paludosum Jeps.
- Rhododendron occidentale var. sonomense Rehder

## Kultur
Die Westliche Azalee wurde von Frederick William Beechey im Jahr 1827 entdeckt und dann von David Douglas, Karl Theodor Hartweg und Joseph Burke II gesammelt. William Lobb schickte im Jahr 1850 die ersten Samen nach England an die Veitch Nurseries, wo die Art im Jahr 1857 erstmals blühte. Erste Hybriden wurden von Anthony Waterer in den 1870er Jahren gezogen.
M. Koster & Söhne kreuzte bereits im Jahr 1895 die Westliche Azalee mit Hybriden aus der Japan-Azalee (Rhododendron molle).
Die erste Monografie zur Art wurde in den 1950er Jahren von Leonard Frisbie verfasst und im Jahr 1961 veröffentlicht.
Bedeutende Hybriden sind:
- ‘Delicatissimum’ – (Koster) mit cremeweißen und rosa überlaufenen Blüten mit einem gelben Fleck, die duften.
- ‘Exquisitum’ – (Koster, 1901) mit gekräuselten, weißlichrosanen Blüten mit orangegelbem Fleck, die stark duften.
- ‘Irene Koster’ – (Koster) spätblühende Sorte mit rosa Blüten mit kleinem Fleck.
- ‘Magnificum’ – (Koster, 1910) mit violettroten Blüten und einem goldgelben Fleck.
- ‘Summer Fragrance’ – (R. occidentale × luteum, Pratt, 1963) hellgelb mit einem stark-gelben Fleck.

Sie alle wurden im Jahr 1993 mit dem RHS Award of Garden Merit ausgezeichnet.